# موشي كالاهان
موشي كالاهان (بالإنجليزية: Mushy Callahan)‏ مواليد 3 نوفمبر 1905 في نيويورك - الوفاة 14 يونيو 1986 في لوس أنجلوس، كان ملاكم محترف أمريكي صنّف ضمن فئة وزن الوسط.

## إحصائيات
خاض خلال مسيرته 67 نزالا، فاز في 48 وتعادل في 3 وخسر في 16. فاز بالضربة القاضية في 21 نزالا.

## روابط خارجية
- موشي كالاهان على موقع IMDb (الإنجليزية)
- موشي كالاهان على موقع قاعدة بيانات الفيلم (الإنجليزية)
- موشي كالاهان على موقع بوكس ريك (الإنجليزية) (registration required)